# Parlamentsvalget i Portugal 1908
Parlamentsvalget i Portugal 1908 den 5. april 1908. Partido Regenerador blev det største parti i parlamentet, med 62 mandater.

## Resultater
| Parti                         | Stemmer | %    | Mandater | +/– |
| ----------------------------- | ------- | ---- | -------- | --- |
| Partido Regenerador           |         |      | 62       | +38 |
| Partido Progressista          |         |      | 58       | +13 |
| Dissidência Progressista      |         |      | 7        | +3  |
| Partido Republicano Português |         |      | 7        | +3  |
| Partido Regenerador Liberal   |         |      | 3        | -62 |
| Andre partier og uafhængige   |         |      | 11       | +5  |
| Ugyldige/blanke stemmer       |         | –    | –        | –   |
| Total                         | 450.199 | 100  | 148      | 0   |
| Registrerede vælgere/deltager | 655.491 | 68,7 | –        | –   |
| Kilde: Nohlen & Stöver        |         |      |          |     |

Resultaterne er ikke inkluderet dem fra oversøiske territorier.